# 瑪瑙真巨口魚
瑪瑙真巨口魚（学名：Eustomias achirus）为輻鰭魚綱巨口鱼目巨口鱼科的其中一種。分布於全球三大洋海域，為深海魚類，棲息深度0-200公尺，體長可達16.7公分。

## 扩展阅读
維基物種上的相關：瑪瑙真巨口魚